# 一般线性模型
一般线性模型（general linear model, multivariate regression model）是一个统计学上常见的线性模型。这个模型在计量经济学的应用中十分重要。不要与多元线性回归，广义线性模型或一般线性方法相混淆。
其公式一般写为：
{\displaystyle \mathbf {Y} =\mathbf {X} \mathbf {B} +\mathbf {U} ,}
其中Y是一个包含反应变量的矩阵。X是一个包含独立自变量的设计矩阵。B是一个包含多个估计参数的矩阵。U 是一个包含误差和剩余项的矩阵。通常假设误差在测量之间是不相关的，并遵循多元正态分布。如果误差不遵循多元正态分布，则可以使用广义线性模型来放宽关于Y和U的假设。
一般线性模型包含许多不同的统计模型：ANOVA，ANCOVA，MANOVA，MANCOVA，普通线性回归，t检验和F检验。一般线性模型是对多于一个因变量的情况的多元线性回归的推广。如果Y，B和U是列向量，则上面的矩阵方程将表示多元线性回归。
使用一般线性模型的假设检验可以通过两种方式进行：多变量或多个独立的单变量检验。在多变量测试中，Y的列一起测试，而在单变量测试中，Y列独立地测试，即作为具有相同设计矩阵的多个单变量测试。

## 多元线性回归
多元线性回归是简单线性回归到多个自变量的概括，以及一般线性模型的特例，仅限于一个因变量。多元线性回归的基本模型是
{\displaystyle Y_{i}=\beta _{0}+\beta _{1}X_{i1}+\beta _{2}X_{i2}+\beta _{3}X_{i3}+...+\beta _{p}X_{ip}+\varepsilon _{i}}
对于每个观察值，i = 1，...，n。
在上面的公式中，我们考虑 n 个观察一个因变量和 p 个独立变量。因此，{\displaystyle Y_{i}}是因变量的第 i 个观察值，{\displaystyle X_{ij}}是对第 j 个自变量的第 i 个观察值，j = 1,2，...，p。值{\displaystyle \beta _{j}}表示参数进行估计，并且{\displaystyle \varepsilon _{i}}是第 i 个独立同分布正常的错误。
在更一般的多元线性回归中，对于 m > 1 个因变量中的每一个，存在上述形式的一个等式，其共享相同的解释变量集并因此彼此同时估计：
{\displaystyle Y_{ij}=\beta _{0j}+\beta _{1j}X_{i1}+\beta _{2j}X_{i2}+...+\beta _{pj}X_{ip}+\varepsilon _{ij}}
观察值 i = 1，...，n，因变量 j = 1，...， m。

## 应用
一般线性模型的应用出现在科学实验的多脑扫描分析中，其中Y包含来自脑扫描仪的数据，X包含实验设计变量和混淆值。 它通常以单变量方式进行测试（在此设置中通常称为质量单变量），通常称为统计参数映射。